# Diplothele gravelyi
Diplothele gravelyi là một loài nhện trong họ Barychelidae. Loài này phân bố ờ Ấn Độ.